# W. Benjamin Gibbs
Willis Benjamin Gibbs (* 15. April 1889 in Du Pont, Clinch County, Georgia; † 7. August 1940 in Washington, D.C.) war ein US-amerikanischer Politiker. Zwischen 1939 und 1940 vertrat er den Bundesstaat Georgia im US-Repräsentantenhaus.

## Werdegang
Benjamin Gibbs besuchte die öffentlichen Schulen seiner Heimat und studierte danach an der Mercer University in Macon. Nach einem anschließenden Jurastudium an der Atlanta Law School und seiner im Jahr 1911 erfolgten Zulassung als Rechtsanwalt begann er in Folkston in seinem neuen Beruf zu arbeiten. Im Jahr 1912 verlegte er seinen Wohnsitz und seine Anwaltskanzlei nach Jesup. Zwischen 1913 und 1924 war er Staatsanwalt am dortigen städtischen Gericht. Danach war er zwischen 1925 und 1939 Staatsanwalt im Gerichtsbezirk von Brunswick. Gleichzeitig amtierte er von 1922 und 1938 als Bezirksstaatsanwalt im Wayne County. In den Jahren 1924 und 1925 gehörte Gibbs dem Stab von Gouverneur Clifford Walker an. Er war von 1931 bis 1937 auch im Wohltätigkeitskontrollausschuss des Staates Georgia tätig.
Politisch war Gibbs Mitglied der Demokratischen Partei. Bei den Kongresswahlen des Jahres 1938 wurde er im achten Wahlbezirk von Georgia in das US-Repräsentantenhaus in Washington gewählt, wo er am 3. Januar 1939 die Nachfolge von Braswell Deen antrat. Benjamin Gibbs konnte sein Mandat aber nur bis zu seinem Tod am 7. August 1940 ausüben. Dann fiel sein Mandat nach einer Nachwahl an seine Frau Florence.